# Heteromigas terraereginae
Espèce
Heteromigas terraereginae est une espèce d'araignées mygalomorphes de la famille des Migidae.

## Distribution
Cette espèce est endémique du Queensland en Australie.

## Publication originale
- Raven, 1984 : Systematics and biogeography of the mygalomorph spider family Migidae (Araneae) in Australia. Australian Journal of Zoology, vol. 32, p. 379-390.